# Håkan Mattisson
Börje Håkan Mattisson, född 15 juni 1962 i Laholm, är en svensk friidrottare (hinderlöpare). Han tävlade för Malmö AI.